# سرزمین رها
سرزمین رها ششمین اثر سینمایی فرهاد مهران‌فر و به تهیه‌کنندگی بهروز رشاد است. فیلم برداری این فیلم با نام موقت بر بال‌های خیال در اردیبهشت ماه ۱۳۹۲ آغاز شد و سپس به سرزمین رها تغییر نام یافت.
فیلم روایتگر سفر خیالی یک پدر و دختر به نا کجا آبادی در دل طبیعت است. پدر سرگشته و پرسشگر، نمایشی خیالی و دونفره را با همسر خود بازی می‌کند و سعی دارد کنکاشی در آثار هنری‌اش داشته باشد. آثاری که برآمده از تلاش برای بقا و زیستنی شعورمندانه در مقابله با جبر هستی است.
طرح اولیهٔ سرزمین رها با الهام از سرنوشت تراژیک امیر بدر طالعی بازیگر و کارگردان تئاتر گیلان شکل گرفت. وی در سن ۳۷ سالگی (شب تحویل سال ۱۳۹۱) به کما رفت و پس از سه روز دار فانی را وداع گفت. اعضای بدن این هنرمند توسط مادرش اهدا شد. رها، دختر امیر بدر طالعی در این فیلم نقش خودش را بازی می‌کند.

## حضور در جشنواره‌ها
این فیلم تا کنون موفق به حضور و دریافت جوایز در جشنواره‌های زیر شده‌است:
- حضور  در بخش «نوعی تجربه» سی و دومین جشنواره بین‌المللی فیلم فجر - 1392[۳]
- حضور  در جشنواره خروس طلایی و صد گل چین - ۲۰۱۴
- حضور  در جشنواره بین‌المللی چنای هند - 2014[۴]
- حضور در جشنواره المپیای یونان– 2014[۵][۶]
- حضور در بیست و هشتمین جشنواره بین‌المللی کودک و نوجوان اصفهان و دریافت دیپلم افتخار بهترین بازیگر خردسال برای نقش آفرینی رها بدرطالعی - 1393[۷]

## عوامل تولید فیلم
عوامل تولید فیلم سرزمین رها عبارتند از:
تهیه‌کننده: بهروز رشاد – کارگردان و تدوینگر: فرهاد مهران‌فر – فیلمنامه: خزر مهران‌فر – مدیر فیلمبرداری: نادر معصومی – طراحی صدا: علیرضا دریادل – موسیقی: آرش انتظامی - طراح صحنه و لباس: سهیلا فرزاد
بازیگران: بهزاد جعفری مذهب، رها بدرطالعی، مهدی مخبری، مسعود بدرطالعی، سیما محمدزاده، ترانه مؤمنی، دریا مجلسی، حبیب ضیایی
این فیلم محصول کارن فیلم می‌باشد و با مشارکت شبکه باران تولید شده‌است.